# Quiriat-Jearim
Quiriat-Jearim (ciudad del bosque) fue una ciudad principal de los gabaonitas.
Estuvo situada 15 km al oeste de Jerusalén, en el camino hacia Jope, cerca de la aldea moderna de Abu-Ghosh. Se llamaba también Baala (Jos 15.9.) y Quiriat-baal (15.60). Era miembro de la confederación gabaonita que engañó a Josué (9.3-17).
A Quiriat-jearim se llevó el arca de la alianza cuando los filisteos la devolvieron, y allí permaneció por más de una generación (1 S 6.21-7.2; 2 S 6.2-5).
Era la ciudad del malaventurado profeta Urías (Jer 26.20ss) y la genealogía de Quiriat-Jearim (Esd 2.25) eran 753 de Kefirá y Beerot.
Durante la época bizantina se construyó sobre las minas de Quiriat-jearim una basílica para conmemorar la estancia del arca. Todavía pueden verse los cimientos de dicha iglesia.